# هلدزبرگ (کالیفرنیا)
هلدزبرگ (به انگلیسی: Healdsburg) شهری در شهرستان سونوما ایالت کالیفرنیا است که در سرشماری سال ۲۰۱۰ میلادی، ۱۱۲۵۴ نفر جمعیت داشته است.